# Вежновиці
Вежновиці (пол. Wierznowice) — село в Польщі, у гміні Здуни Ловицького повіту Лодзинського воєводства.
Населення — 96 осіб (2011).
У 1975—1998 роках село належало до Скерневицького воєводства.

## Демографія
Демографічна структура станом на 31 березня 2011 року:
|          | Загалом | Допрацездатний вік | Працездатний вік | Постпрацездатний вік |
| -------- | ------- | ------------------ | ---------------- | -------------------- |
| Чоловіки | 47      | 5                  | 35               | 7                    |
| Жінки    | 49      | 11                 | 22               | 16                   |
| Разом    | 96      | 16                 | 57               | 23                   |